# Heliobacillus mobilis
Heliobacillus mobilis è una specie di batterio appartenente alla famiglia delle Heliobacteriaceae.